# Corègon del llac Léman
El corègon del llac Léman (Coregonus nasus) és una espècie de peix de la família dels salmònids i de l'ordre dels salmoniformes.

## Morfologia
- Els mascles poden assolir 71 cm de llargària total i 16 kg de pes.
- Presenta una aleta adiposa.
- Nombre de vèrtebres: 60-65.
- El ventre és de color blanc a groguenc i les aletes, en general, són de color gris en els adults i pàl·lid en els joves.[4][5][6]

## Alimentació
Menja larves d'insectes aquàtics, petits mol·luscs i crustacis.

## Hàbitat
Es troba amb major freqüència als rierols.

## Distribució geogràfica
Es troba a l'Àrtida des del riu Pechora (Rússia) fins a Nord-amèrica (Alaska i el Canadà).

## Longevitat
Viu fins als 15 anys.

## Vàlua econòmica
La seua carn és molt apreciada i és venuda fresca, assecada o fumada.